# Bodenhausen (Hofgeismar)
Koordinaten: 51° 30′ 56″ N, 9° 19′ 51″ O
Bodenhausen war eine im Jahre 1234 erstmals urkundlich erwähnte Siedlung in der heutigen Gemarkung der Stadt Hofgeismar im nordhessischen Landkreis Kassel. Wann der Ort verlassen wurde, ist nicht bekannt.

## Geographische Lage
Die Siedlung befand sich etwa 4 km westnordwestlich von Hofgeismar auf 259 m Höhe über NHN, nordöstlich von Ostheim und südlich von Lamerden, in einem heutigen Waldgebiet westlich des Arensbergs (340 m). Ihre Lage ist nicht genau bekannt, kann aber anhand von verschiedenen Hinweisen ungefähr lokalisiert werden. Laut einem Vermerk von 1545 lag der „Bonhauser Brunnen“ auf der Grenze der Feldmarken von Ostheim und Hofgeismar. Dort liegt etwa 1,1 km südsüdöstlich von Lamerden in dessen Gemarkung die Feldflur „Bonhausen“ bzw. „Im Bonhausen“, die sich in der Gemarkung von Hofgeismar nahe der Grenze des 1,4 km weiter südwestlich liegenden Ostheim als Waldflur fortsetzt. Demnach kann man den Ort als im Bereich des Treffpunkts der drei Gemarkungen liegend vermuten.
Etwa 700 Meter nordwestlich verläuft heute die Landesstraße L3210 von Ostheim im Süden nach Lamerden im Norden, und die Diemel fließt etwa 1 km westlich der Weser entgegen.

## Geschichte
Zur Geschichte des Orts ist auch nur sehr wenig bekannt. Im Februar 1234 erwarben Abt Hermann und das Kloster Hasungen zwei Hufen in „Bodenhosen“ von den Brüdern Konrad und Hartmud genannt von Aschendorf; das Hospital des Kollegiatstifts an der Liebfrauenkirche in Hofgeismar besaß zu diesem Zeitpunkt ebenfalls Güter im Ort. Danach finden sich nur noch wenige Vermerke zum Ort, der letzte im Jahr 1544 im Trendelburger Salbuch. 